# NGC 3178
NGC 3178 est une galaxie spirale située dans la constellation de l'Hydre. NGC 3178 a été découverte par l'astronome britannique John Herschel en 1836.

## Caractéristiques
Sa vitesse par rapport au fond diffus cosmologique est de 3 842 ± 26 km/s, ce qui correspond à une distance de Hubble de 56,7 ± 4,0 Mpc (∼185 millions d'al).
La classe de luminosité de NGC 3178 est III-IV et elle présente une large raie HI. Elle renferme également des régions d'hydrogène ionisé.
Selon la base de données Simbad, NGC 3178 est une radiogalaxie.
À ce jour, trois mesures non basées sur le décalage vers le rouge (redshift) donnent une distance de 50,033 ± 2,212 Mpc (∼163 millions d'al), ce qui est tout juste à l'extérieur des valeurs de la distance de Hubble.